# Госпиталь Святого Иоанна
Госпиталь св. Иоанна (нидерл. Oud Sint-Janshospital, букв. Старый госпиталь св. Иоанна) — музей в Брюгге, в помещении бывшего госпиталя. Расположен на Mariastraat 38, в центре города, близ Церкви Богоматери.

## Описание
Внутри музея, помимо прочих артефактов, находится художественная галерея, наиболее ценные экспонаты которой — шесть работ художника XV века Ханса Мемлинга (по этой причине старый госпиталь часто называют «Музеем Мемлинга» (нем. Memlingmuseum, фр. Memling in Sint-Jan):
- Рака Святой Урсулы (6 панелей по четырём сторонам на сюжеты из жития св. Урсулы);
- Мистическая свадьба св. Екатерины, др. название — «Обручение св. Екатерины» (3 панели: Мадонна с младенцем на троне, Усекновение главы Иоанна Крестителя, Апокалипсис св. Иоанна Евангелиста);
- Триптих Яна Флоренса (Jan Floreins; 3 панели на евангельские сюжеты: Поклонение волхвов, Рождество Христово, Введение Иисуса во храм);
- Портрет молодой женщины[3] (известный также как Sibylla Sambetha[4]);
- Диптих Мартина ван Ньювенхове (2 панели: Мадонна с младенцем и знатный гражданин М. Ньювенхове (нидерл. Maarten van Nieuwenhove);
- Триптих Адриана Рейнса (Adriaan Reins; 3 панели: Оплакивание Христа, Адриан Рейнс со св. Адрианом, святая Либерата).

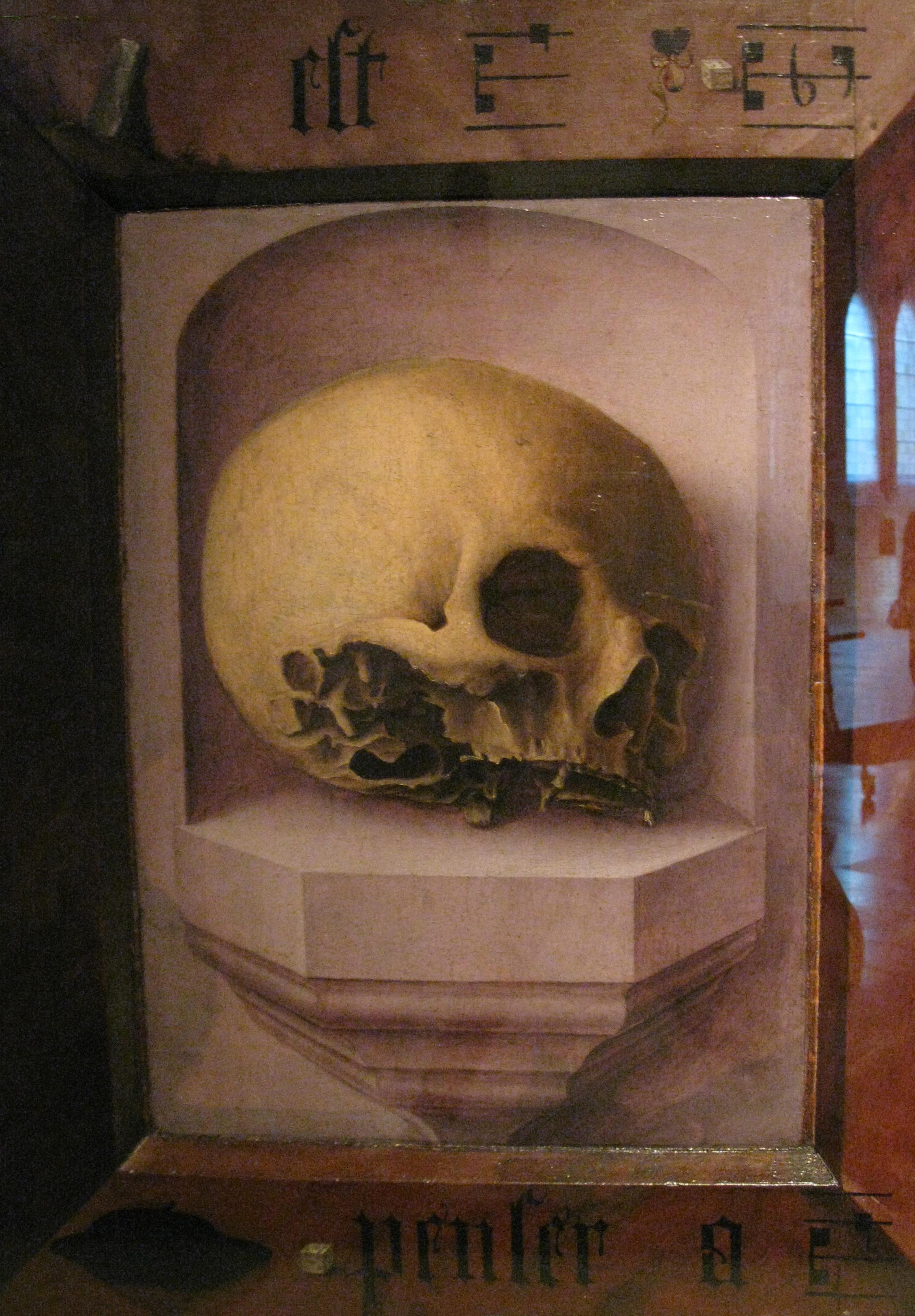
Череп в нише. Оборотная сторона диптиха Я. Провоста «Несение Креста» (ок. 1522)

Кроме того, в художественную коллекцию музея входят картины других фламандских (преимущественно местных) мастеров XVI—XVII вв., в том числе диптих «Несение Креста» (с дарителем) Яна Провоста. На обратной стороне диптиха — картина-ребус с изображением черепа в нише; ребус расшифровывается как «Dur est moi pénitence faire, mol [est] de penser à moi» («Покаяться мне тяжело, думать о себе легко»).
Здание госпиталя св. Иоанна XI в. — одно из старейших в Европе сохранившихся зданий такого типа. На протяжении веков госпиталь неоднократно расширялся, включив в себя женский августинский монастырь, хозяйственные пристройки и т. д. В середине XIX в. больница была закрыта. Современные здания музея используются ныне также как конгресс-центр.